# Polyphida clytoides
Polyphida clytoides es una especie de escarabajo longicornio del género Polyphida, tribu Glaucytini, orden Coleoptera. Fue descrita científicamente por Pascoe en 1869.

## Descripción
Mide 13 milímetros de longitud.

## Distribución
Se distribuye por la isla de Borneo.